# St. Anna (Bokel)
St. Anna ist eine katholische Pfarrkirche im Rietberger Ortsteil Bokel im Kreis Gütersloh, Nordrhein-Westfalen. Strukturell gehören Kirche und Gemeinde zum Pastoralverbund Rietberg-Süd im Dekanat Rietberg-Wiedenbrück des Erzbistums Paderborn.
Die erste Kirche ist in Bokel für 1712 bezeugt. Die heutige dreischiffige Hallenkirche wurde 1862 im neoromanischen Stil erbaut.

## Ausstattung

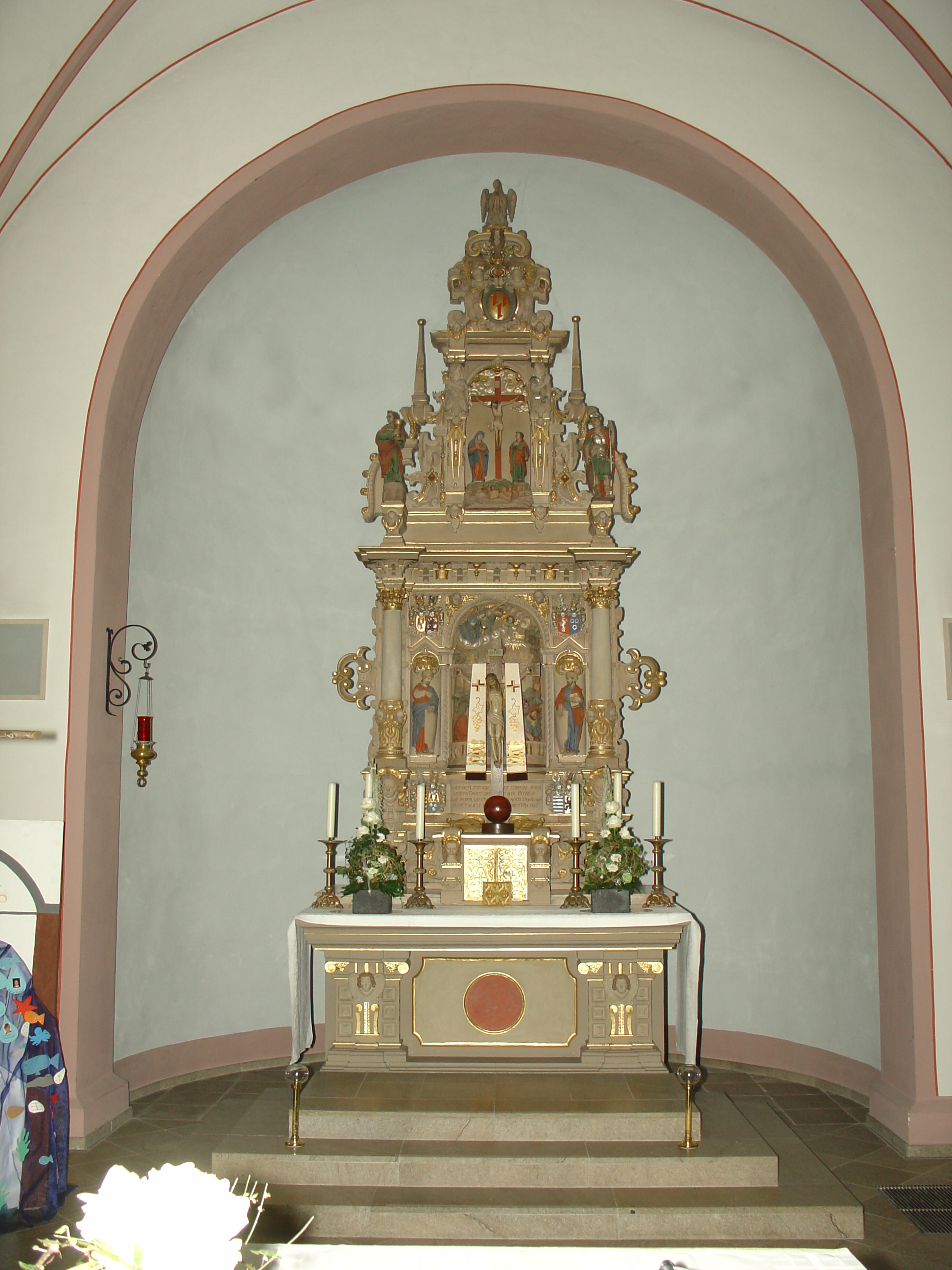
Hochaltar

Zur Ausstattung der Kirche zählt ein steinerner Hochaltar im Renaissance-Stil. Der Säulenaufbau ist mit Reliefs, Figuren, Wappen und Inschriften versehen.
Eine historische Glocke der Kirche befindet sich heute vor der Sakristei im Franziskanerkloster Rietberg. Die Inschrift der Glocke besagt, dass Graf Maximilian Ulrich und Gräfin Maria Ernestine Franziska sie im Jahr 1732 umgießen ließen.